# フリードリヒ2世 (シュヴァーベン大公)
フリードリヒ2世（Friedrich II., Herzog von Schwaben, 1090年 - 1147年4月4日/4月6日）は、シュタウフェン家のシュヴァーベン大公（在位：1105年 - 1147年）。独眼公（der Einäugige）とよばれる。弟のコンラート3世は1138年にシュタウフェン家で初めてローマ王に選出された。また、神聖ローマ皇帝フリードリヒ1世の父である。

## 生涯
フリードリヒ2世はシュヴァーベン公フリードリヒ1世と皇帝ハインリヒ4世の娘アグネスとの間の息子である。1105年に父が死去してシュヴァーベン公位を継承し、弟コンラートとともにシュタウフェン家の領土を築き上げた。コンラートは旧フランケン公領に領土を手に入れ、フリードリヒ2世はミッテルライン地方およびアルザスを中心として、多くの城を築いた。
1108年、フリードリヒ2世はハンガリー王カールマーンに対する遠征に参加した。1110年もしくは1111年に、教皇パスカリス2世との会見のためローマに向かう叔父の皇帝ハインリヒ5世に随行した。ドイツで反皇帝の動きが起こった際も、フリードリヒ2世は皇帝に忠実に仕え、1116年に皇帝がイタリア遠征を行っている間、フリードリヒ2世とコンラートが摂政をつとめた。これによりシュタウフェン家はラインフランケン地方の領地を手に入れた。
1120年にバイエルン公ハインリヒ9世の娘ユーディトと結婚し、1122年に長男フリードリヒが生まれた。
1125年に皇帝ハインリヒ5世が死去し、ザーリアー朝の男系が断絶した。同年8月24日、後継者を決めるためマインツで帝国会議が開催され、フリードリヒ2世がその候補者の一人となった。ハインリヒ5世はフリードリヒ2世を後継者と考えていたとも、次の後継者が決まるまでフリードリヒ2世が帝国の秩序を維持する役目を担うべきと考えていたとも、見方が分かれている。フリードリヒ2世とコンラートの兄弟は母アグネスを通し、ザーリアー家の所領を相続していた。帝国会議は混乱したが、最終的にザクセン公であったロタール3世がローマ王に選出された。フリードリヒ2世はこの決定を受け入れたものの、ロタール3世に対する忠誠の誓いは拒否した。直後に、フリードリヒ2世らが相続した領地が王領かザーリアー家私領かで問題となった。フリードリヒ2世とコンラートの兄弟はハインリヒ5世の領地を相続してライン川で分割し、リンクスライニッシェ（ライン川左側）をフリードリヒ2世が、レヒツライニッシェ（ライン川右側）をコンラートが手に入れていたが、これをロタール3世に返還するか否かで議論になったのである。
1125年11月、レーゲンスブルクの法廷でロタール3世はシュタウフェン家に対し、ザーリアー家の遺領から王領を分割してロタール3世に返還するよう要求した。しかしフリードリヒ2世らはこれに応えず、12月にロタール3世はフリードリヒ2世らに帝国アハト刑を与えた。1126年1月、ゴスラーでシュタウフェン討伐のため軍を送ることを決定した。王と諸侯の軍は戦わずして上ロートリンゲン、ラインフランケンおよびアルザスの大部分の所領を占領した。しかし、ヴェルフ家によるシュタウフェン家の本拠地への攻撃は失敗に終わった。また、1127年のロタール3世によるニュルンベルクの包囲も成功しなかった。この一連の戦いでフリードリヒ2世は片目を失明し、そのため以後王位候補者からは外れたと見られている。

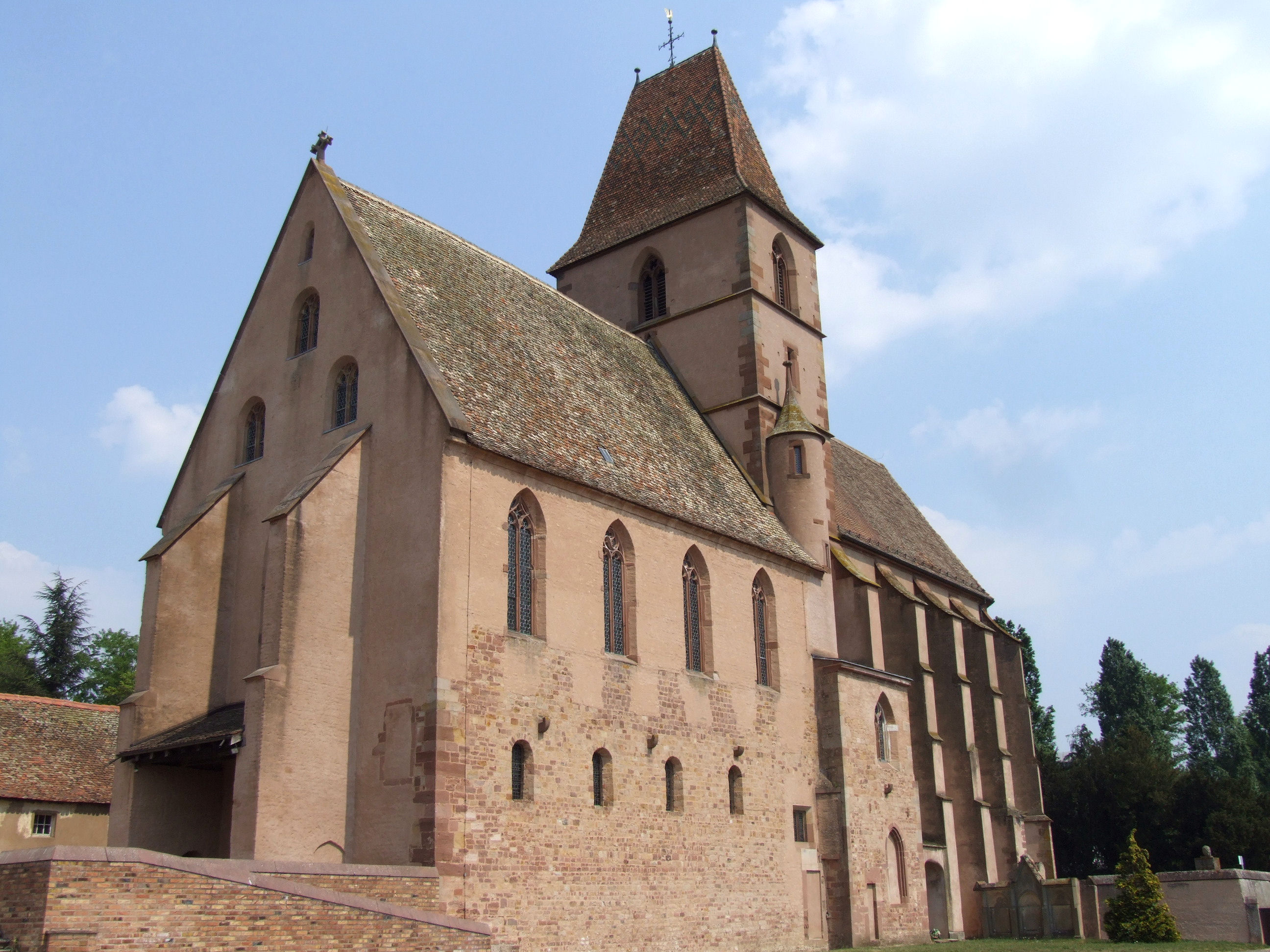
アルザスのヴァルブールにあるザンクト・ヴァルブルガ修道院

1127年、弟コンラートが聖地から戻り、シュタウフェン家の原動力となった。同年12月、コンラートは対立王にたてられた。コンラートがイタリアにおける勢力の拡大を図る一方、フリードリヒ2世は軍事面で主導権を握り続け、1128年にはシュパイアーを獲得した。しかし1130年、ロタール3世はシュパイアーを取り戻し、その後しばらくしてフリードリヒ2世の妃ユーディトが死去した。また同年、ニュルンベルクも陥落した。1131年にはシュタウフェン家はアルザスを完全に失い、シュヴァーベンおよび東フランケンのみが残された。ロタール3世はシュタウフェン家への攻撃をやめ、帝国内の権力拡大とイタリア政策に専念した。
1132年、フリードリヒ2世はアグネス・フォン・ザールブリュッケンと再婚し、反ロタール3世派との連携を強めた。1134年、ロタール3世はイタリアから帰還し、再びシュタウフェン家と対立した。北からロタール3世、南からバイエルン公ハインリヒ傲岸公の攻撃を受け、フリードリヒ2世は劣勢となった。1135年春、バンベルクでフリードリヒ2世はロタール3世に降伏し、コンラートも王位を放棄し、イタリア遠征への支援を約束した。
1147年、フリードリヒ2世はアルツァイで死去し、自身が創建したアルザスのザンクト・ヴァルブルガ修道院（サント・ヴァルビュルジュ修道院）に葬られた。そこには妃アグネスも葬られたが、2人の墓は現存しない。
長男フリードリヒがシュヴァーベン公位を継承したが、1152年、ドイツ王に選出された。

## 子女
1120年にバイエルン公ハインリヒ9世の娘ユーディト（1130/1年死去）と結婚し、以下の子女をもうけた。
- フリードリヒ（1122年 - 1190年） - 神聖ローマ皇帝フリードリヒ1世（バルバロッサ）
- ベルタ（1123/4年 - 1194/5年） - ロレーヌ公マチュー1世と結婚

1132/3年頃にアグネス・フォン・ザールブリュッケンと結婚、以下の子女をもうけた。
- ユッタ（英語版）（1133年 - 1191年） - テューリンゲン方伯ルートヴィヒ2世（ルードヴィング家）と結婚
- コンラート（1135年頃 - 1195年） - ライン宮中伯
- ルイトガルト（1135年頃 - 1155年頃）